# Engeland op het Europees kampioenschap voetbal 2016
Engeland was een van de deelnemende landen aan het Europees kampioenschap voetbal 2016 in Frankrijk. Het was de negende deelname voor het land. Bondscoach Roy Hodgson nam voor de tweede keer op rij deel aan het toernooi. Engeland werd in de achtste finale uitgeschakeld door IJsland.

## Kwalificatie

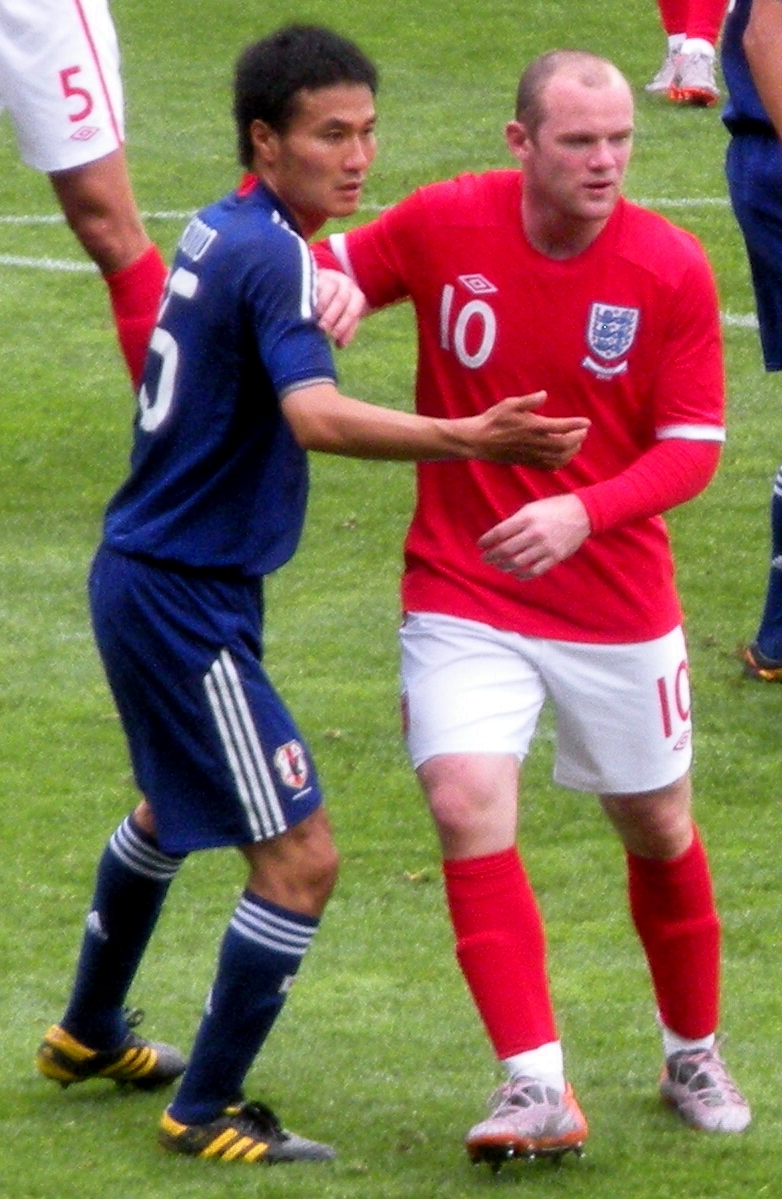
Aanvoerder Wayne Rooney (rechts) werd tijdens de kwalificatiecampagne topscorer aller tijden van Engeland.

Engeland werd in de kwalificatiecampagne voor het Europees kampioenschap ondergebracht in Groep E, samen met Litouwen, Zwitserland, Slovenië, Estland en San Marino.
Op 8 september 2014 begon Engeland in Zwitserland aan de kwalificatieronde. Het team van Hodgson won het belangrijke uitduel met 0-2 dankzij twee treffers van Danny Welbeck, die een week eerder zijn transfer van Manchester United naar Arsenal had afgerond. Een maand later won Engeland voor eigen volk van het kleine voetballand San Marino. Het werd 5-0 na treffers van Phil Jagielka, Wayne Rooney, Welbeck, Andros Townsend en een eigen doelpunt van libero Alessandro Della Valle. Enkele dagen later, op 12 oktober 2014, ging Engeland ook winnen in Estland. Aanvoerder Rooney scoorde pas na 73 minuten het enige doelpunt van de wedstrijd. Estland moest nochtans meer dan 40 minuten met tien man spelen door de uitsluiting van verdediger Ragnar Klavan.
In november 2015 kwam Slovenië op bezoek in Wembley Stadium. Het werd opnieuw een povere wedstrijd; in de eerste helft trapte Engeland niet één keer op doel. Het werd nog erger voor de Engelsen toen Slovenië in de tweede helft via een eigen doelpunt van middenvelder Jordan Henderson op voorsprong kwam. Uiteindelijk zette het aanvalsduo Rooney-Welbeck de scheve situatie recht. Rooney bracht zijn team via een strafschop op gelijke hoogte, waarna Welbeck twee keer scoorde en zijn land alsnog de drie punten bezorgde.
Op 27 maart 2015 mocht Engeland opnieuw voor eigen volk spelen. Tegenstander Litouwen was niet opgewassen tegen het team van Hodgson. Het werd 4-0 via doelpunten van Rooney, Welbeck, Raheem Sterling en invaller Harry Kane. Die laatste maakte zijn debuut voor Engeland en was al na 79 seconden trefzeker. In juni volgde de moeilijke verplaatsing naar Slovenië. Net als in de heenronde kwamen de Slovenen op voorsprong. Milivoje Novakovič opende na 37 minuten de score. Na de rust kwam Engeland dankzij twee treffers van Jack Wilshere opnieuw in de wedstrijd. In de 84e minuut scoorde Nejc Pečnik de 2-2 en leken beide ploegen de punten te gaan delen. Maar met nog enkele minuten te gaan bezorgde aanvoerder Rooney zijn team alsnog de drie punten.
Op 5 september 2015 ging Engeland met 0-6 winnen op het veld van San Marino. Door de zege werd Engeland het eerste land dat zich wist te kwalificeren voor het EK. Rooney scoorde in het duel zijn 49e doelpunt voor de nationale ploeg, waardoor hij het record evenaarde van Bobby Charlton. Drie dagen later verbrak hij het record door zijn 50e doelpunt te scoren in de thuiszege tegen Zwitserland (2-0). In oktober 2015 won Engeland vervolgens makkelijk van Estland (2-0) en Litouwen (0-3), waardoor het de kwalificatiecampagne met het maximum van de punten en met slechts drie tegendoelpunten afsloot.

### Kwalificatieduels
| 8 september 2014 | Zwitserland | 0 – 2 | Engeland    |
| 9 oktober 2014   | Engeland    | 5 – 0 | San Marino  |
| 12 oktober 2014  | Estland     | 0 – 1 | Engeland    |
| 15 november 2014 | Engeland    | 3 – 1 | Slovenië    |
| 27 maart 2015    | Engeland    | 4 – 0 | Litouwen    |
| 14 juni 2015     | Slovenië    | 2 – 3 | Engeland    |
| 5 september 2015 | San Marino  | 0 – 6 | Engeland    |
| 8 september 2015 | Engeland    | 2 – 0 | Zwitserland |
| 9 oktober 2015   | Engeland    | 2 – 0 | Estland     |
| 12 oktober 2015  | Litouwen    | 0 – 3 | Engeland    |

### Stand groep E
| Nr. | Land        | GW | W  | G | V | DV | DT | DS  | Ptn |
| --- | ----------- | -- | -- | - | - | -- | -- | --- | --- |
| 1   | Engeland    | 10 | 10 | 0 | 0 | 31 | 3  | +28 | 30  |
| 2   | Zwitserland | 10 | 7  | 0 | 3 | 24 | 8  | +16 | 21  |
| 3   | Slovenië    | 10 | 5  | 1 | 4 | 18 | 11 | +7  | 16  |
| 4   | Estland     | 10 | 3  | 1 | 6 | 4  | 9  | -5  | 10  |
| 5   | Litouwen    | 10 | 3  | 1 | 6 | 7  | 18 | -11 | 10  |
| 6   | San Marino  | 10 | 0  | 1 | 9 | 1  | 36 | -35 | 1   |

### Selectie en statistieken

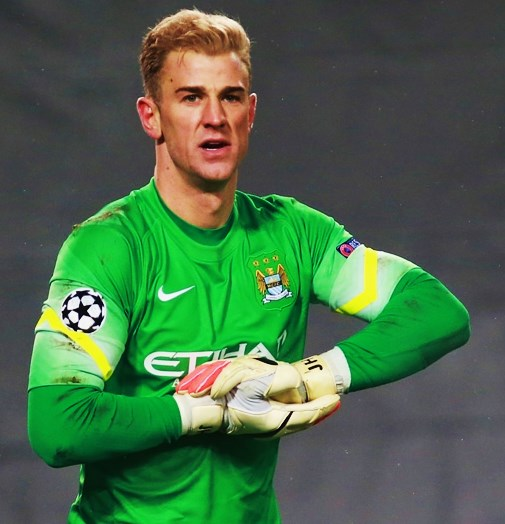
Doelman Joe Hart speelde de meeste kwalificatiewedstrijden.

Bondscoach Roy Hodgson maakte tijdens de kwalificatiecampagne gebruik van 33 spelers.
| Naam                    | GW |   | AS |   |   |   |   |   |
| ----------------------- | -- | - | -- | - | - | - | - | - |
| Joe Hart                | 9  | 0 | 0  | 0 | 0 | 0 | 0 | 0 |
| Wayne Rooney            | 8  | 7 | 1  | 0 | 0 | 0 | 0 | 3 |
| Raheem Sterling         | 8  | 2 | 3  | 2 | 0 | 0 | 1 | 2 |
| Gary Cahill             | 8  | 0 | 0  | 0 | 0 | 0 | 0 | 0 |
| Alex Oxlade-Chamberlain | 7  | 1 | 3  | 0 | 0 | 0 | 4 | 1 |
| Phil Jagielka           | 6  | 1 | 0  | 1 | 0 | 0 | 1 | 1 |
| Jordan Henderson        | 6  | 0 | 1  | 1 | 0 | 0 | 0 | 3 |
| Fabian Delph            | 6  | 0 | 1  | 1 | 0 | 0 | 1 | 3 |
| James Milner            | 6  | 0 | 1  | 2 | 0 | 0 | 2 | 1 |
| Adam Lallana            | 6  | 0 | 1  | 0 | 0 | 0 | 2 | 3 |
| Nathaniel Clyne *       | 6  | 0 | 0  | 1 | 0 | 0 | 1 | 1 |
| Danny Welbeck           | 5  | 6 | 0  | 0 | 0 | 0 | 0 | 3 |
| Harry Kane *            | 5  | 3 | 1  | 0 | 0 | 0 | 3 | 1 |
| Ross Barkley            | 5  | 2 | 2  | 0 | 0 | 0 | 2 | 2 |
| Jack Wilshere           | 5  | 2 | 0  | 1 | 0 | 0 | 0 | 1 |
| Theo Walcott            | 4  | 3 | 0  | 0 | 0 | 0 | 3 | 1 |
| Phil Jones              | 4  | 0 | 0  | 0 | 0 | 0 | 0 | 2 |
| Chris Smalling          | 4  | 0 | 0  | 1 | 0 | 0 | 1 | 0 |
| Kieran Gibbs            | 4  | 0 | 0  | 1 | 0 | 0 | 0 | 0 |
| Andros Townsend         | 3  | 1 | 0  | 0 | 0 | 0 | 2 | 1 |
| Jamie Vardy             | 3  | 0 | 1  | 1 | 0 | 0 | 1 | 0 |
| Jonjo Shelvey           | 3  | 0 | 1  | 1 | 0 | 0 | 0 | 1 |
| Leighton Baines         | 3  | 0 | 0  | 1 | 0 | 0 | 0 | 0 |
| John Stones             | 3  | 0 | 0  | 0 | 0 | 0 | 1 | 0 |
| Luke Shaw               | 2  | 0 | 1  | 0 | 0 | 0 | 0 | 0 |
| Rickie Lambert          | 2  | 0 | 1  | 1 | 0 | 0 | 2 | 0 |
| Calum Chambers          | 2  | 0 | 0  | 0 | 0 | 0 | 0 | 0 |
| Dele Alli *             | 2  | 0 | 0  | 0 | 0 | 0 | 2 | 0 |
| Kyle Walker             | 1  | 0 | 1  | 0 | 0 | 0 | 0 | 0 |
| Michael Carrick         | 1  | 0 | 0  | 0 | 0 | 0 | 0 | 0 |
| Jack Butland            | 1  | 0 | 0  | 0 | 0 | 0 | 0 | 0 |
| Ryan Bertrand           | 1  | 0 | 0  | 0 | 0 | 0 | 0 | 0 |
| Danny Ings *            | 1  | 0 | 0  | 0 | 0 | 0 | 1 | 0 |

* Spelers die tijdens een kwalificatiewedstrijd voor het EK 2016 hun debuut maakten voor Engeland.

## EK-voorbereiding

### Wedstrijden
|                                                   |                        |       |          |                                                                                                 |
| 13 november 2015 «onderlinge duels» 20:45 (UTC+1) | Spanje                 | 2 – 0 | Engeland | Estadio José Rico Pérez, Alicante Toeschouwers: 29.500 Scheidsrechter: Paolo Mazzoleni (Italië) |
| 13 november 2015 «onderlinge duels» 20:45 (UTC+1) | Gaspar 72' Cazorla 84' |       |          | Estadio José Rico Pérez, Alicante Toeschouwers: 29.500 Scheidsrechter: Paolo Mazzoleni (Italië) |

|                                                   |                       |       |           |                                                                                      |
| 17 november 2015 «onderlinge duels» 21:00 (UTC+1) | Engeland              | 2 – 0 | Frankrijk | Wembley Stadium, Londen Toeschouwers: 71.223 Scheidsrechter: Jonas Eriksson (Zweden) |
| 17 november 2015 «onderlinge duels» 21:00 (UTC+1) | Alli 39' Sterling 48' |       |           | Wembley Stadium, Londen Toeschouwers: 71.223 Scheidsrechter: Jonas Eriksson (Zweden) |

|                                                |                     |       |                             |                                                                                          |
| 26 maart 2016 «onderlinge duels» 20:45 (UTC+1) | Duitsland           | 2 – 3 | Engeland                    | Olympisch Stadion, Berlijn Toeschouwers: 71.413 Scheidsrechter: Gianluca Rocchi (Italië) |
| 26 maart 2016 «onderlinge duels» 20:45 (UTC+1) | Kroos 43' Gómez 57' |       | 61' Kane 75' Vardy 90' Dier | Olympisch Stadion, Berlijn Toeschouwers: 71.413 Scheidsrechter: Gianluca Rocchi (Italië) |

|                                                |           |       |                                 |                                                                                           |
| 29 maart 2016 «onderlinge duels» 21:00 (UTC+2) | Engeland  | 1 – 2 | Nederland                       | Wembley Stadium, Londen Toeschouwers: 82.835 Scheidsrechter: Antonio Mateu Lahoz (Spanje) |
| 29 maart 2016 «onderlinge duels» 21:00 (UTC+2) | Vardy 40' |       | 50' (pen.) Janssen 76' Narsingh | Wembley Stadium, Londen Toeschouwers: 82.835 Scheidsrechter: Antonio Mateu Lahoz (Spanje) |

|                                              |                   |       |                |                                                                                           |
| 22 mei 2016 «onderlinge duels» 18:15 (UTC+1) | Engeland          | 2 – 1 | Turkije        | Etihad Stadium, Manchester Toeschouwers: 44.866 Scheidsrechter: Deniz Aytekin (Duitsland) |
| 22 mei 2016 «onderlinge duels» 18:15 (UTC+1) | Kane 3' Vardy 83' |       | 13' Çalhanoğlu | Etihad Stadium, Manchester Toeschouwers: 44.866 Scheidsrechter: Deniz Aytekin (Duitsland) |

|                                              |                        |       |                 |                                                                                              |
| 27 mei 2016 «onderlinge duels» 20:45 (UTC+2) | Engeland               | 2 – 1 | Australië       | Stadium of Light, Sunderland Toeschouwers: 46.595 Scheidsrechter: Danny Makkelie (Nederland) |
| 27 mei 2016 «onderlinge duels» 20:45 (UTC+2) | Rashford 3' Rooney 55' |       | 75' (e.d.) Dier | Stadium of Light, Sunderland Toeschouwers: 46.595 Scheidsrechter: Danny Makkelie (Nederland) |

|                                              |              |       |          |                                                                                   |
| 2 juni 2016 «onderlinge duels» 20:45 (UTC+2) | Engeland     | 1 – 0 | Portugal | Wembley Stadium, Londen Toeschouwers: 82.503 Scheidsrechter: Marco Guida (Italië) |
| 2 juni 2016 «onderlinge duels» 20:45 (UTC+2) | Smalling 86' |       |          | Wembley Stadium, Londen Toeschouwers: 82.503 Scheidsrechter: Marco Guida (Italië) |

## Het Europees kampioenschap
De loting vond op 12 december 2015 plaats in Parijs. Engeland werd ondergebracht in groep B, samen met Rusland, Wales en Slowakije. Op 31 mei 2016 maakte bondscoach Roy Hodgson zijn officiële selectie van 23 spelers bekend. Daarin was geen plaats voor Andros Townsend en Danny Drinkwater. De achttienjarige spits Marcus Rashford werd met elf competitiewedstrijden voor Manchester United in de benen wel geselecteerd.

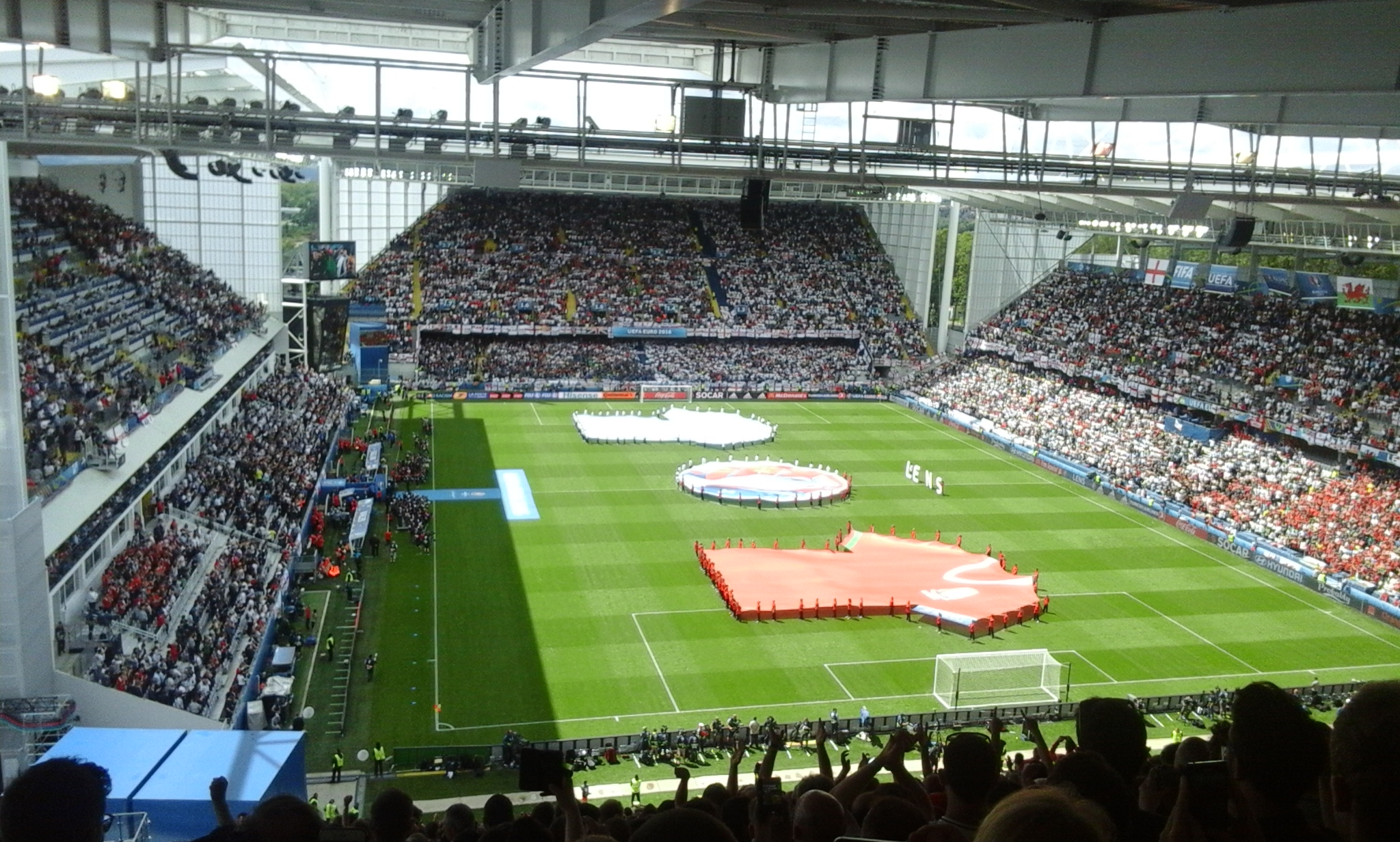
Engeland - Wales, 16 juni 2016.

Eric Dier bracht Engeland in haar eerste groepsduel op 1-0 tegen Rusland toen hij in de 73e minuut een vrije trap vanaf de rand van het strafschopgebied binnenschoot. Die stand bleef op het bord staan tot Vasili Berezoetski in de tweede minuut van de blessuretijd een voorzet van Georgi Sjtsjennikov inkopte en de eindstand op 1-1 bepaalde. Engeland kwam in haar tweede groepswedstrijd zelf met 0-1 achter doordat Gareth Bale in de 42e minuut vanuit een vrije trap scoorde voor Wales. In de 56e minuut viel vervolgens een voorzet van invaller Daniel Sturridge vanaf links via het achterhoofd van Welshman Ashley Williams voor de voeten van de eveneens ingevallen Jamie Vardy. Die kwam hierdoor alleen voor keeper Wayne Hennessey in het doelgebied te staan en maakte 1-1. Sturridge stuurde in de blessuretijd opnieuw vanaf links een pass het strafschopgebied in, maar nu laag richting Vardy. Die tikte de bal ditmaal door naar Dele Alli. Via zijn voet belandde de bal weer bij Sturridge die daarna de winnende 2-1 inschoot. Engeland speelde daarna in de laatste poulewedstrijd met een op zes posities gewijzigd elftal gelijk tegen Slowakije (0-0). Daarmee zakten de Engelsen onder Wales en plaatsten ze zich als nummer twee in de poule voor de achtste finales.
Engeland nam het in haar achtste finale op tegen IJsland, de nummer twee van groep F. Het kwam in de vierde minuut met 1-0 voor. Sturridge stuurde vanaf rechts een hoge bal het IJslandse strafschopgebied in, waar Raheem Sterling en verdediger Birkir Már Sævarsson er samen onderdoor gingen. Toen Sterling achter de bal aan ging, liep doelman Hannes Þór Halldórsson hem omver. Scheidsrechter Damir Skomina gaf een penalty. Wayne Rooney schoot vanaf de strafschopstip raak. Twee minuten later was het 1-1. Aron Gunnarsson gooide een verre inworp vanaf rechts het Engelse strafschopgebied in, waar Kári Árnason de bal doorkopte naar Ragnar Sigurðsson. Hij schoot vervolgens van binnen het doelgebied raak. Het beslissende doelpunt viel in de achttiende minuut. Gunnarsson verstuurde vanaf het middenveld een hoge bal naar Birkir Már Sævarsson, die was opgekomen naar de rechtsbuitenpositie. Hij speelde in één beweging Jóhann Berg Guðmundsson aan, die op zijn beurt Gylfi Sigurðsson bereikte net voor het Engelse strafschopgebied. Na een korte pass naar Jón Daði Böðvarsson, legde die de bal een paar meter opzij naar Kolbeinn Sigþórsson. Hij versloeg doelman Joe Hart met een schot laag in de rechterhoek: 1-2 voor IJsland. In de rest van de wedstrijd werd er niet meer gescoord. Daarmee zat het toernooi er voor Engeland op.

### Uitrustingen
| Thuis | Uit | Doelman | Doelman |

### Technische staf
|                 |                    |
| Functie         | Naam               |
| Bondscoach      | Roy Hodgson (foto) |
| Assistent-coach | Ray Lewington      |
| Assistent-coach | Gary Neville       |
| Keeperstrainer  | Dave Watson        |
| Fitness coach   | Chris Neville      |
| Dokter          | Ian Beasley        |
| Fysiotherapeut  | Gary Lewin         |

### Selectie en statistieken
| Nr. | Naam             | Geboortedatum | GW |   |   |   |   |   |   | Club              | Positie(s) |
| --- | ---------------- | ------------- | -- | - | - | - | - | - | - | ----------------- | ---------- |
| 1   | Joe Hart         | 19-04-1987    | 4  | 0 | 0 | 0 | 0 | 0 | 0 | Manchester City   | GK         |
| 2   | Kyle Walker      | 28-05-1990    | 3  | 0 | 0 | 0 | 0 | 0 | 0 | Tottenham Hotspur | RB         |
| 3   | Danny Rose       | 02-07-1990    | 3  | 0 | 0 | 0 | 0 | 0 | 0 | Tottenham Hotspur | LB         |
| 4   | James Milner     | 04-01-1986    | 1  | 0 | 0 | 0 | 0 | 1 | 0 | Liverpool         | RM, CM, LM |
| 5   | Gary Cahill      | 19-12-1985    | 4  | 0 | 1 | 0 | 0 | 0 | 0 | Chelsea           | CB         |
| 6   | Chris Smalling   | 22-11-1989    | 4  | 0 | 0 | 0 | 0 | 0 | 0 | Manchester United | CB, RB     |
| 7   | Raheem Sterling  | 08-12-1994    | 3  | 0 | 0 | 0 | 0 | 0 | 3 | Manchester City   | LW, RW, AM |
| 8   | Adam Lallana     | 10-05-1988    | 3  | 0 | 0 | 0 | 0 | 0 | 2 | Liverpool         | LW, AM     |
| 9   | Harry Kane       | 28-07-1993    | 4  | 0 | 0 | 0 | 0 | 1 | 1 | Tottenham Hotspur | CF         |
| 10  | Wayne Rooney     | 24-10-1985    | 4  | 1 | 0 | 0 | 0 | 1 | 2 | Manchester United | AM, CF     |
| 11  | Jamie Vardy      | 11-01-1987    | 3  | 1 | 0 | 0 | 0 | 2 | 0 | Leicester City    | CF         |
| 12  | Nathaniel Clyne  | 05-04-1991    | 1  | 0 | 0 | 0 | 0 | 0 | 0 | Liverpool         | RB         |
| 13  | Fraser Forster   | 17-03-1988    | 0  | 0 | 0 | 0 | 0 | 0 | 0 | Southampton       | GK         |
| 14  | Jordan Henderson | 17-06-1990    | 1  | 0 | 0 | 0 | 0 | 0 | 0 | Liverpool         | CM, RM     |
| 15  | Daniel Sturridge | 01-09-1989    | 3  | 1 | 1 | 0 | 0 | 1 | 1 | Liverpool         | CF, RW     |
| 16  | John Stones      | 28-05-1994    | 0  | 0 | 0 | 0 | 0 | 0 | 0 | Everton           | CB, RB     |
| 17  | Eric Dier        | 15-01-1994    | 4  | 1 | 0 | 0 | 0 | 0 | 1 | Tottenham Hotspur | DM, CB     |
| 18  | Jack Wilshere    | 01-01-1992    | 3  | 0 | 0 | 0 | 0 | 2 | 1 | Arsenal           | CM, AM     |
| 19  | Ross Barkley     | 05-12-1993    | 0  | 0 | 0 | 0 | 0 | 0 | 0 | Everton           | AM, CM     |
| 20  | Dele Alli        | 11-04-1996    | 4  | 0 | 0 | 0 | 0 | 1 | 0 | Tottenham Hotspur | CM, AM     |
| 21  | Ryan Bertrand    | 05-08-1989    | 1  | 0 | 1 | 0 | 0 | 0 | 0 | Southampton       | LB, LM     |
| 22  | Marcus Rashford  | 31-10-1997    | 2  | 0 | 0 | 0 | 0 | 2 | 0 | Manchester United | CF         |
| 23  | Tom Heaton       | 15-04-1986    | 0  | 0 | 0 | 0 | 0 | 0 | 0 | Burnley           | GK         |

### Wedstrijden
| Nr. | Land      | GW | W | G | V | DV | DT | DS | Ptn |
| --- | --------- | -- | - | - | - | -- | -- | -- | --- |
| 1   | Wales     | 3  | 2 | 0 | 1 | 6  | 3  | +3 | 6   |
| 2   | Engeland  | 3  | 1 | 2 | 0 | 3  | 2  | +1 | 5   |
| 3   | Slowakije | 3  | 1 | 1 | 1 | 3  | 3  | 0  | 4   |
| 4   | Rusland   | 3  | 0 | 1 | 2 | 2  | 6  | -4 | 1   |

#### Groepsfase
|                                               |          |       |                      |                                                                                         |
| 11 juni 2016 «onderlinge duels» 21:00 (UTC+2) | Engeland | 1 – 1 | Rusland              | Stade Vélodrome, Marseille Toeschouwers: 62.343 Scheidsrechter: Nicola Rizzoli (Italië) |
| 11 juni 2016 «onderlinge duels» 21:00 (UTC+2) | Dier 73' |       | 90+2' V. Berezoetski | Stade Vélodrome, Marseille Toeschouwers: 62.343 Scheidsrechter: Nicola Rizzoli (Italië) |

| Engeland | Rusland |

| Engeland:      |    |                 |     |
|                |    |                 |     |
| GK             | 1  | Joe Hart        |     |
| RB             | 2  | Kyle Walker     |     |
| CB             | 5  | Gary Cahill     | 62' |
| CB             | 6  | Chris Smalling  |     |
| LB             | 3  | Danny Rose      |     |
| DM             | 17 | Eric Dier       |     |
| CM             | 20 | Dele Alli       |     |
| CM             | 10 | Wayne Rooney    | 78' |
| RW             | 8  | Adam Lallana    |     |
| CF             | 9  | Harry Kane      |     |
| LW             | 7  | Raheem Sterling | 87' |
| Wisselspelers: |    |                 |     |
| MF             | 18 | Jack Wilshere   | 78' |
| MF             | 4  | James Milner    | 87' |
| Coach:         |    |                 |     |
| Roy Hodgson    |    |                 |     |

| Rusland:        |    |                     |     |
|                 |    |                     |     |
| GK              | 1  | Igor Akinfejev      |     |
| RB              | 3  | Igor Smolnikov      |     |
| CB              | 14 | Vasili Berezoetski  |     |
| CB              | 4  | Sergej Ignasjevitsj |     |
| LB              | 21 | Georgi Sjtsjennikov | 72' |
| CM              | 5  | Roman Neustädter    | 80' |
| CM              | 13 | Aleksandr Golovin   | 77' |
| RW              | 9  | Aleksandr Kokorin   |     |
| AM              | 17 | Oleg Sjatov         |     |
| LW              | 10 | Fjodor Smolov       | 85' |
| CF              | 22 | Artjom Dzjoeba      |     |
| Wisselspelers:  |    |                     |     |
| MF              | 15 | Roman Sjirokov      | 77' |
| MF              | 8  | Denis Gloesjakov    | 80' |
| MF              | 11 | Pavel Mamajev       | 85' |
| Coach:          |    |                     |     |
| Leonid Sloetski |    |                     |     |

Man van de wedstrijd:

 Eric Dier

|                                               |                           |       |          |                                                                                           |
| 16 juni 2016 «onderlinge duels» 15:00 (UTC+2) | Engeland                  | 2 – 1 | Wales    | Stade Bollaert-Delelis, Lens Toeschouwers: 34.033 Scheidsrechter: Felix Brych (Duitsland) |
| 16 juni 2016 «onderlinge duels» 15:00 (UTC+2) | Vardy 56' Sturridge 90+2' |       | 42' Bale | Stade Bollaert-Delelis, Lens Toeschouwers: 34.033 Scheidsrechter: Felix Brych (Duitsland) |

| Engeland | Rusland |

| Engeland:      |    |                  |     |
|                |    |                  |     |
| GK             | 1  | Joe Hart         |     |
| RB             | 2  | Kyle Walker      |     |
| CB             | 5  | Gary Cahill      |     |
| CB             | 6  | Chris Smalling   |     |
| LB             | 3  | Danny Rose       |     |
| DM             | 17 | Eric Dier        |     |
| CM             | 20 | Dele Alli        |     |
| CM             | 10 | Wayne Rooney     |     |
| RW             | 8  | Adam Lallana     | 74' |
| CF             | 9  | Harry Kane       | 46' |
| LW             | 7  | Raheem Sterling  | 46' |
| Wisselspelers: |    |                  |     |
| FW             | 11 | Jamie Vardy      | 46' |
| FW             | 15 | Daniel Sturridge | 46' |
| FW             | 22 | Marcus Rashford  | 74' |
| Coach:         |    |                  |     |
| Roy Hodgson    |    |                  |     |

| Wales:         |    |                   |     |
|                |    |                   |     |
| GK             | 1  | Wayne Hennessey   |     |
| CB             | 5  | James Chester     |     |
| CB             | 6  | Ashley Williams   |     |
| CB             | 4  | Ben Davies        | 61' |
| RM             | 2  | Chris Gunter      |     |
| CM             | 7  | Joe Allen         |     |
| CM             | 16 | Joe Ledley        | 67' |
| LM             | 3  | Neil Taylor       |     |
| AM             | 10 | Aaron Ramsey      |     |
| AM             | 11 | Gareth Bale       |     |
| CF             | 9  | Hal Robson-Kanu   | 72' |
| Wisselspelers: |    |                   |     |
| MF             | 14 | David Edwards     | 67' |
| MF             | 20 | Jonathan Williams | 72' |
| Coach:         |    |                   |     |
| Chris Coleman  |    |                   |     |

Man van de wedstrijd:

 Kyle Walker

|                                               |           |       |          | |
| 20 juni 2016 «onderlinge duels» 21:00 (UTC+2) | Slowakije | 0 – 0 | Engeland | Stade Geoffroy-Guichard, Saint-Étienne Toeschouwers: 39.051 Scheidsrechter: Carlos Velasco Carballo (Spanje) |
| 20 juni 2016 «onderlinge duels» 21:00 (UTC+2) |           |       |          | Stade Geoffroy-Guichard, Saint-Étienne Toeschouwers: 39.051 Scheidsrechter: Carlos Velasco Carballo (Spanje) |

| Slowakije | Engeland |

| Slowakije:     |    |                 |         |
|                |    |                 |         |
| GK             | 23 | Matúš Kozáčik   |         |
| RB             | 2  | Peter Pekarík   |         |
| CB             | 3  | Martin Škrtel   |         |
| CB             | 4  | Ján Ďurica      |         |
| LB             | 15 | Tomáš Hubočan   |         |
| DM             | 22 | Viktor Pečovský | 24' 67' |
| RW             | 20 | Róbert Mak      |         |
| CM             | 19 | Juraj Kucka     |         |
| CM             | 17 | Marek Hamšík    |         |
| LW             | 7  | Vladimír Weiss  | 78'     |
| CF             | 8  | Ondrej Duda     | 57'     |
| Wisselspelers: |    |                 |         |
| DF             | 18 | Dušan Švento    | 57'     |
| DF             | 5  | Norbert Gyömbér | 67'     |
| DF             | 14 | Milan Škriniar  | 78'     |
| Coach:         |    |                 |         |
| Ján Kozák      |    |                 |         |

| Engeland:      |    |                  |     |
|                |    |                  |     |
| GK             | 1  | Joe Hart         |     |
| RB             | 12 | Nathaniel Clyne  |     |
| CB             | 5  | Gary Cahill      |     |
| CB             | 6  | Chris Smalling   |     |
| LB             | 21 | Ryan Bertrand    | 52' |
| DM             | 17 | Eric Dier        |     |
| CM             | 14 | Jordan Henderson |     |
| CM             | 18 | Jack Wilshere    | 56' |
| RW             | 15 | Daniel Sturridge | 76' |
| CF             | 11 | Jamie Vardy      |     |
| LW             | 8  | Adam Lallana     | 60' |
| Wisselspelers: |    |                  |     |
| MF             | 10 | Wayne Rooney     | 56' |
| MF             | 20 | Dele Alli        | 60' |
| FW             | 9  | Harry Kane       | 76' |
| Coach:         |    |                  |     |
| Roy Hodgson    |    |                  |     |

Man van de wedstrijd:

 Matúš Kozáčik

#### Achtste finale
|                                               |                  |       |                                 |                                                                                     |
| 27 juni 2016 «onderlinge duels» 21:00 (UTC+2) | Engeland         | 1 – 2 | IJsland                         | Allianz Riviera, Nice Toeschouwers: 33.901 Scheidsrechter: Damir Skomina (Slovenië) |
| 27 juni 2016 «onderlinge duels» 21:00 (UTC+2) | Rooney 4' (pen.) |       | 6' R. Sigurðsson 18' Sigþórsson | Allianz Riviera, Nice Toeschouwers: 33.901 Scheidsrechter: Damir Skomina (Slovenië) |

| Engeland | IJsland |

| Engeland:      |    |                  |     |
|                |    |                  |     |
| GK             | 1  | Joe Hart         |     |
| RB             | 2  | Kyle Walker      |     |
| CB             | 5  | Gary Cahill      |     |
| CB             | 6  | Chris Smalling   |     |
| LB             | 3  | Danny Rose       |     |
| DM             | 17 | Eric Dier        | 46' |
| CM             | 20 | Dele Alli        |     |
| CM             | 10 | Wayne Rooney     | 86' |
| RW             | 15 | Daniel Sturridge | 47' |
| CF             | 9  | Harry Kane       |     |
| LW             | 7  | Raheem Sterling  | 60' |
| Wisselspelers: |    |                  |     |
| MF             | 18 | Jack Wilshere    | 46' |
| FW             | 11 | Jamie Vardy      | 46' |
| FW             | 22 | Marcus Rashford  | 46' |
| Coach:         |    |                  |     |
| Roy Hodgson    |    |                  |     |

| IJsland:                           |    |                         |     |
|                                    |    |                         |     |
| GK                                 | 1  | Hannes Þór Halldórsson  |     |
| RB                                 | 2  | Birkir Már Sævarsson    |     |
| CB                                 | 14 | Kári Árnason            |     |
| CB                                 | 6  | Ragnar Sigurðsson       |     |
| LB                                 | 23 | Ari Freyr Skúlason      |     |
| RW                                 | 7  | Jóhann Berg Guðmundsson |     |
| CM                                 | 17 | Aron Gunnarsson         | 65' |
| CM                                 | 10 | Gylfi Sigurðsson        | 38' |
| LW                                 | 8  | Birkir Bjarnason        |     |
| CF                                 | 15 | Jón Daði Böðvarsson     | 89' |
| CF                                 | 9  | Kolbeinn Sigþórsson     | 77' |
| Wisselspelers:                     |    |                         |     |
| MF                                 | 18 | Theódór Elmar Bjarnason | 77' |
| MF                                 | 21 | Arnór Ingvi Traustason  | 89' |
| Coach:                             |    |                         |     |
| Lars Lagerbäck Heimir Hallgrímsson |    |                         |     |

Man van de wedstrijd:

 Ragnar Sigurðsson
FA · A-internationals · Selecties · Bondscoaches · Engels vrouwenelftal · Brits olympisch elftal · Engeland -21 · Engeland -20 · Engeland -19 · Engeland -18 · Engeland -17 · Engeland -16 · Vrouwen -17
1872 – 1899 ·
1900 – 1919 ·
1920 – 1929 ·
1930 – 1939 ·
1940 – 1949 ·
1950 – 1959 ·
1960 – 1969 ·
1970 – 1979 ·
1980 – 1989 ·
1990 – 1999 ·
2000 – 2009 ·
2010 – 2019 ·
2020 − 2029
EK's: 1968 ·
1980 ·
1988 ·
1992 ·
1996 ·
2000 ·
2004 ·
2012 · 
2016 · 
2020 · 
2024
WK's: 1950 ·
1954 ·
1958 ·
1962 ·
1966 ·
1970 ·
1982 ·
1986 ·
1990 ·
1998 ·
2002 ·
2006 ·
2010 ·
2014 ·
2018 · 
2022
Albanië ·
Algerije ·
Andorra ·
Argentinië ·
Australië ·
Azerbeidzjan ·
België ·
Bosnië en Herzegovina ·
Brazilië ·
Bulgarije ·
Canada ·
Chili ·
China ·
Colombia ·
Costa Rica ·
Cyprus ·
Denemarken ·
DDR · 
Duitsland ·
Ecuador ·
Egypte ·
Estland ·
Finland ·
Frankrijk ·
Georgië ·
Ghana ·
GOS ·
Griekenland ·
Honduras ·
Hongarije ·
Ierland ·
IJsland · 
Iran ·
Israël ·
Italië ·
Ivoorkust ·
Jamaica ·
Japan ·
Joegoslavië ·
Kameroen ·
Kazachstan ·
Koeweit ·
Kosovo ·
Kroatië ·
Liechtenstein ·
Litouwen ·
Luxemburg ·
Maleisië ·
Malta ·
Marokko ·
Mexico ·
Moldavië ·
Montenegro ·
Nederland ·
Nieuw-Zeeland ·
Nigeria ·
Noord-Ierland ·
Noord-Macedonië ·
Noorwegen ·
Oekraïne ·
Oostenrijk ·
Panama · 
Paraguay ·
Peru · 
Polen ·
Portugal ·
Roemenië ·
Rusland ·
San Marino · 
Saoedi-Arabië ·
Schotland ·
Senegal ·
Servië ·
Servië en Montenegro · 
Slovenië ·
Slowakije ·
Sovjet-Unie ·
Spanje ·
Trinidad en Tobago ·
Tsjechië ·
Tsjecho-Slowakije ·
Tunesië ·
Turkije ·
Uruguay ·
Verenigde Staten ·
Wales ·
Wit-Rusland ·
Zuid-Afrika ·
Zuid-Korea ·
Zweden ·
Zwitserland
Algerije (2010) · 
Argentinië (1986) · 
Argentinië (1998) · 
Argentinië (2002) · 
België (1990) · 
België (2018, 1) · 
België (2018, 2) · 
Brazilië (2002) · 
Colombia (1998) ·
Colombia (2018) ·
Costa Rica (2014) ·
Denemarken (2002) ·
Denemarken (2021) · 
Duitsland (2000) ·
Duitsland (2010) ·
Duitsland (2021) ·
Ecuador (2006) ·
Egypte (1990) ·
Frankrijk (1982) ·
Frankrijk (2012) ·
Frankrijk (2022) ·
Ierland (1990) · 
IJsland (2016) ·
Italië (1990) · 
Italië (2012) · 
Italië (2014) · 
Italië (2021) · 
Kameroen (1990) · 
Koeweit (1982) · 
Kroatië (2018) ·
Kroatië (2021) · 
Marokko (1986) · 
Nederland (1990) · 
Nigeria (2002) · 
Oekraïne (2012) · 
Oekraïne (2021) ·
Panama (2018) · 
Paraguay (1986) · 
Paraguay (2006) · 
Polen (1986) · 
Portugal (1986) · 
Portugal (2000) · 
Portugal (2006) · 
Roemenië (1998) ·
Roemenië (2000) ·
Rusland (2016) ·
Schotland (2021) ·
Senegal (2022) ·
Slovenië (2010) ·
Slowakije (2016) ·
Spanje (1982) ·
Spanje (2024) ·
Trinidad en Tobago (2006) ·
Tsjechië (2021) ·
Tsjecho-Slowakije (1982) ·
Tunesië (1998) ·
Tunesië (2018) ·
Uruguay (2014) ·
Verenigde Staten (2010) ·
Wales (2016) · 
West-Duitsland (1966) ·
West-Duitsland (1982) ·
West-Duitsland (1990) ·
Zweden (2002) ·
Zweden (2006) · 
Zweden (2012)